# برینز بیس
برینز بیس (به انگلیسی: Brain's Base) ⁪ (ژاپنی: 有限会社ブレインズ･ベース هپبورن: Yūgen-gaisha Bureinzu Bēsu) یک استودیو پویانمایی ژاپنی است که در سال ۱۹۹۶ توسط کارکنان سابق توکیو مووی شینشا تأسیس شد.